# Хрватска туристичка заједница
Хрватска туристичка заједница (ХТЗ) национална је туристичка организација у Хрватској.
Њени најзначајнији задаци су: обједињавање свеукупне туристичке понуде, оперативно истраживање тржишта за потребе промоције туризма, израда програма и планова промоције туристичких производа, спровођење и надзирање свих послова око туристичких производа, анализирање и оцјењивање сврсисходности и дјелотворности предузетих послова промоције, успостављање туристичког информацијског система, обављање опште туристичке информативне дјелатности, координирање свих туристичких заједница и привредних и других субјеката у туризму, оснивање туристичких представништава и испостава у иностранству, сарађивање са националним туристичким организацијама у другим земљама и међународним и регионалним туристичким организацијама.
Хрватска туристичка заједница дјелује на основу годишњег Програма рада и Финансијског плана које доноси Сабор Заједнице, а остварује приходе из боравишне таксе, чланарине, државног буџета и осталих извора.
Органи Хрватске туристичке заједнице су Сабор, Туристичко вијеће, Надзорни одбор и предсједник. Дужност предсједника Заједнице врши министар Републике Хрватске надлежан за туризам.